# Фентезійний фільм
Фільми фентезі — фільми, які належать до жанру фентезі з фантастичними темами, як правило, магією, надприродними подіями, міфологією, фольклором або екзотичним фантастичним світом . Цей жанр вважається формою спекулятивної белетристики поряд із науково-фантастичними фільмами та фільмами жахів, хоча жанри перетинаються. Фентезі-фільми часто мають елемент магії, міфів, дива, ескапізму та екстраординарності. До поширених елементів належать феї, ангели, русалки, відьми, монстри, чарівники, єдинороги, дракони, балакучі тварини, огри, ельфи, тролі, біла магія, вампіри, перевертні, примари, демони, гноми, велетні, гобліни, антропоморфні чи магічні об'єкти, фамільяри, прокляття та інші чари, світи з магією та Середньовіччя.

## Піджанри
Можна виділити кілька підкатегорій фантастичних фільмів, хоча розмежування між цими піджанрами, як і в фантастичній літературі, є дещо розмитим.
Найпоширенішими піджанрами фентезі, які зображуються у фільмах, є «Епічне фентезі» та «Меч і чаклунство». В обох категоріях зазвичай використовуються квазісередньовічне оточення, чарівники, чарівні істоти та інші елементи, які зазвичай асоціюються з фантастичними історіями.
Фільми епічного фентезі, як правило, мають більш розвинений фантастичний світ, а також можуть бути більш орієнтованими на персонажів або тематично складними. Часто в них зображений герой скромного походження і чітке розмежування добра і зла, які протистоять один одному в епічній боротьбі. Багато вчених цитують роман Дж. Р. Р. Толкіна «Володар перснів», як прототип сучасного прикладу епічного фентезі в літературі, а нещодавня екранізація книг Пітера Джексона є хорошим прикладом піджанру епічного фентезі на великому екрані.
Фільми піджанру «Меч і чаклунство», як правило, більш сюжетні, ніж фантастичні, і зосереджені на екшн, часто протиставляючи фізично могутнього, але простого воїна проти злого чарівника чи іншого надприроднього ворога. Хоча фільми «Меч і чаклунство» іноді описують епічну битву між добром і злом, подібну до тих, що зустрічаються в багатьох фільмах епічного фентезі, вони можуть показувати героя з більш безпосередніми мотивами, наприклад, потребою захистити вразливу дівчину чи село, або навіть керованим бажанням помститися..
Наприклад, екранізація «Конана-варвара» Роберта Е. Говарда 1982 року — це особиста (неепічна) історія про прагнення героя помсти та його спроби перешкодити одному мегаломану, рятуючи при цьому прекрасну принцесу. . Деякі критики називають такі фільми терміном " Меч і сандалі ", а не «Меч і чаклунство», хоча інші стверджують, що ярлик «Меч і сандал» маєвикористовуватися лише для підгрупи фантастичних фільмів, дія яких відбувається в давні часи на планеті Земля, а ще інші бажають розширити термін, щоб охопити фільми, які не мають жодних фантастичних елементів. Для деяких термін «Меч і сандалі» має принизливий підтекст, позначаючи фільм із низькоякісним сценарієм, поганою акторською грою та малоякісним виробництвом.
Ще один важливий піджанр фантастичних фільмів, який останнім часом набув популярності, — сучасне фентезі. Такі фільми показують магічні або надприродні події, що відбуваються в сучасному «реальному» світі.
Анімаційно-ігровиі фільми, такі як «Мері Поппінс», «Дракон Піта», « Зачарована» від Disney та фільм Роберта Земекіса « Хто підставив кролика Роджера», також є фільмами фентезі, хоча частіше їх називають гібридами ігрового кіно та анімації (2 з них також класифікуються як мюзикли).
Фентезі-фільми, дія яких відбувається в потойбічному світі, під назвою бансіанське фентезі, зустрічаються рідше, хоча такі фільми, як комедія Альберта Брукса 1991 року «Захист свого життя», швидше за все, підійдуть. Інші незвичайні піджанри включають історичне фентезі та романтичне фентезі, хоча у фільмі "Пірати Карибського моря: Прокляття чорної перлини " 2003 року успішно включені елементи обох.
Як зазначалося вище, фільми про супергероїв і фільми-казки можуть вважатися піджанрами фантастичних фільмів, хоча більшість класифікує їх як окремі жанри кіно.

## Фентезі та кіноіндустрія
Як кінематографічний жанр, фентезі традиційно не розглядається так високо, як споріднений жанр науково-фантастичного фільму. Безсумнівно, той факт, що донедавна фантастичні фільми часто страждали через низькі виробничі цінності, надмірну акторську гру та явно погані спецефекти, був істотним фактором низької поваги до фентезі-фільмів.
Однак з початку 2000-х років цей жанр набув нового респектабельності, в основному завдяки успішним екранізаціям "Володаря кілець " Дж. Р. Р. Толкіна та "Гаррі Поттера " Дж. К. Роулінг. Трилогія Джексона "Володар кілець " примітна своїм амбітним розмахом, серйозним тоном і тематичною складністю. Ці картини досягли феноменального комерційного і критичного успіху, а третя частина трилогії стала першим фантастичним фільмом, який отримав премію Оскар за найкращий фільм. Серія фільмів про Гаррі Поттера мала величезний фінансовий успіх, отримала визнання критиків за дизайн, тематичну витонченість і емоційну глибину, більш суворий реалізм і темряву, складність оповіді та характеристики, і може похвалитися величезною базою лояльних шанувальників.
Після успіху цих починань голлівудські студії оголосили додаткові високобюджетні постановки в цьому жанрі. Сюди входять екранізації першої, другої та третьої книг серії «Хроніки Нарнії» К. С. Льюїса та підліткового роману «Ерагон», а також екранізації роману Сьюзен Купер «Темрява піднімається», «Чорнильне серце» Корнелії Функе, Філіпа Пулмана, "Золотий компас ", "Хроніки Спайдервіка " Холлі Блек, мультсеріал «Аватар: Останній захисник» від Nickelodeon і сегмент «Фантазія» (разом із оригінальною поемою Йоганна Вольфганга фон Гете) «Учень чаклуна».
Багато фантастичних фільмів, починаючи з 2000-х, такі як фільми «Володар перснів», перша і третя екранізації "Хронік Нарнії ", а також перша, друга, четверта та сьома екранізації Гаррі Поттера найчастіше виходили в прокат у листопаді та грудні. Це на відміну від науково-фантастичних фільмів, які часто виходять у літній період у північній півкулі (червень–серпень). Проте всі три частини фантастичних фільмів Пірати Карибського моря були випущені в липні 2003, липні 2006 та травні 2007 року відповідно, а останні випуски серії про Гаррі Поттера вийшли в липні 2007 та липні 2009 року. Величезний комерційний успіх цих картин може свідчити про зміну підходу Голлівуду до випуску великобюджетних фантастичних фільмів.
Сценарист і вчений Ерік Р. Вільямс визначає фантастичні фільми як один з одинадцяти супержанрів у систематиці його сценаристів, стверджуючи, що всі повнометражні художні фільми можна класифікувати за цими супержанрами. Інші десять супержанрів: екшн, кримінал, жахи, романтика, наукова фантастика, зріз життя, спорт, трилер, війна та вестерн.

## Історія
Фентезі-фільмів було відносно небагато до 1980-х років, коли високотехнологічні методи створення фільмів і підвищений інтерес аудиторії спричинили розквіт цього жанру.
Нижче наведено кілька відомих фантастичних фільмів. Більш повний список див.: Список фільмів фентезі

### 1900–1920-ті роки
В епоху німого кіно найперші фантастичні фільми були зняті французьким піонером кіно Жоржем Мельєсом у 1903 році. Найвідомішим з них була стрічка «Подорож на Місяць» 1902 року. У «Золоту добу німого кіно» (1918—1926) найвидатнішими фільмами фентезі були «Багдадський злодій» Дугласа Фербенкса (1924), «Нібелунги» Фріца Ланга (1924) і «Доля» (1921). Іншими відомими в жанрі були романтична історія про привидів Ф. В. Мурнау «Примара», "Тарзан з мавп " з Елмо Лінкольном у головній ролі та " Смуток сатани " Д. В. Гріффіта .

### 1930-ті роки
Після появи звукових фільмів глядачам різного віку було представлено: від «Білосніжки і сім гномів» 1937 року до «Чарівника країни Оз» 1939 року. Знаковий фільм 1933 року " Кінг-Конг " також відомий у свою епоху, як і такі фільми, як екранізація роману Г. Райдера Гагґарда 1935 року «Вона» про африканську експедицію, яка виявляє безсмертну королеву, відому як Айєша «Ту, яку треба слухатися». Картина Френка Капра 1937 року « Втрачений горизонт» перенесла глядачів у гімалайське фантастичне королівство Шангрі-Ла, де мешканці чарівним чином ніколи не старіють. Серед інших фентезі-фільмів 30-х років — «Тарзан, людина-мавпа» 1932 року з Джонні Вайсмюллером у головній ролі, який розпочинає успішну серію розмовних картин за мотивами фантастично-пригодницьких романів Едгара Райса Берроуза та «Атлантида» 1932 року Г. В. Пабста. У 1932 також відбувся випуск фільму-монстра Universal Studios "Мумія ", який поєднав жахи з романтичним фентезі-поворотом. Більш легкі та комедійні події десятиліття включають такі фільми, як романтична драма 1934-х років "Смерть бере відпустку ", де Фредрік Марч грає Смерть, яка забирає людське тіло, щоб відчути життя на три дні, і «Топпер» 1937-ого року, де чоловіка переслідують двоє привидів-любителів веселощів, які намагаються зробити його життя трохи цікавішим.

### 1940-ті роки
У 1940-х роках було знято кілька кольорових фентезі-фільмів Александра Корди, зокрема «Багдадський злодій» (1940), фільм нарівні з "Чарівником країни Оз " та "Книга джунглів " (1942). У 1946 році класична екранізація Жана Кокто " Красуня і Чудовисько " отримала похвалу за свої сюрреалістичні елементи та за те, що вийшла за межі жанру казки . «Сіндбад-мореплавець» (1947) з Дугласом Фербенксом-молодшим у головній ролі справляє враження фентезі-фільму, хоча насправді в ньому немає жодних елементів фентезі.
Дивовижний початок піджанру «меч і чаклунство» здійснив у 1941 році в Італії Алессандро Блазетті. «Залізна корона» демонструє боротьбу двох вигаданих королівств навколо легендарної Залізної корони з війною, жорстокістю, зрадою, героїзмом, сексом, магією та містикою — вир подій, які взяті з усіх можливих казок і легенд, які міг знайти Блазетті Цей фільм не схожий на жоден фільм, що був раніше; враховуючи, що фільм був закінчений за п'ятнадцять років до публікації «Володаря кілець», винахід Алессандро Блазетті величезної національної епічної міфології є геніальним. І хоча історія є грубою через необхідність вставити все і обмежені ресурси, Бласетті показує, як змусити маленького пройти довгий шлях через красиво поставлені та оформлені сцени битви та натовпу.

### 1950-ті роки
У 1950-х роках вийшло кілька великих фентезі-фільмів, зокрема «Дарбі О'Гілл і маленькі люди» та «5000 пальців доктора Т. „, останній написаний доктором Сьюзом . Трилогія “Орфей» Жана Кокто, розпочата в 1930 році і завершена в 1959 році, заснована на грецькій міфології і може бути класифікована як фентезі, так і сюрреалістичний фільм, залежно від того, як проводити кордони між цими жанрами. Фільм японського режисера Кенджі Мізогучі 1953 року «Угецу Моногатарі» спирається на класичні японські історії про кохання та зраду.
Інші визначні картини 1950-х років, які містять фантастичні елементи і іноді класифікуються як фентезі, це «Гарві» (1950), де зображено пуку з кельтської міфології ; «Скрудж», екранізація повісті Чарльза Діккенса " Різдвяна пісня " 1951 року; «Сьома печать» Інгмара Бергмана 1957 року. Анімаційний фільм Діснея 1951 року «Аліса в країні чудес» також є класикою фентезі.
У 1950-х роках було створено також низку бюджетних фентезі, які зазвичай базувалися на грецьких чи арабських легендах. Найвизначнішою з них може бути "Сьома подорож Сіндбада " 1958 року зі спецефектами Рея Гарріхаузена та музикою Бернарда Херрмана .

### 1960-ті роки
Гарріхаузен працював над серією фантастичних фільмів у 1960-х роках, особливо над "Джейсон і аргонавти " (1963). Багато критиків визначили цей фільм як шедевр Гарріхаузена за його анімаційні статуї, скелети, гарпії, гідри та інші міфологічні істоти. Серед інших фентезі та науково-фантастичних робіт Гарріхаузена цього десятиліття — екранізація " Таємничого острова " Жуля Верна 1961 року, розкритикований критиками фільм « Мільйон років до нашої ери» з Ракель Велч у головній ролі та «Долина Гвангі» (1969).
На основі успіху жанру пеплум було знято кілька італійських фільмів категорії B, заснованих на класичних міфах, включаючи серіал «Maciste». Окрім цього 1960-ті були майже повністю позбавлені фентезі-фільмів. У 1964 році вийшла фантастична картина "7 облич доктора Лао ", в якій Тоні Рендалл зобразив кількох персонажів грецької міфології. Але адаптація бродвейського мюзиклу " Камелот " 1967 року видалила більшість елементів фентезі з класики Т. Г. Уайта " Король минулого й майбутнього ", на якій був заснований мюзикл. У 1960-х роках також з'явилася нова екранізація " Вона " Гаґґарда в 1965 році з Урсулою Андрес у головній ролі безсмертної «Тої, якій треба підкорятися», а потім у 1968 році з'явилося продовження «Вона: Помста» за мотивами роману «Айєша: Повернення її» Від Hammer Film Productions у 1968 році також вийшов фільм "Chitty Chitty Bang Bang" за оповіданням Яна Флемінга за сценарієм Роальда Даля .

### 1970-ті роки
Фентезійні елементи Артуріани знову були показані, хоча і абсурдно, у фільмі «Монті Пайтон і Священний Грааль» 1975 року. Гарріхаузен також повернувся на великі екрани у 1970-х роках з двома додатковими фентезі-фільмами про Сіндбада: «Золота подорож Сіндбада» (1974) та «Сіндбад і око тигра» (1977). Мультфільм «Чарівники» (1977) мав незначний успіх у прокаті, але отримав статус культового. Був також «Ной» (1975), який ніколи не виходив у кінотеатрах, але коли його нарешті випустили на DVD у 2006 році, став культовим. Також можна розглядати фільм 1977 року «О, Боже!», з Джорджем Бернсом у головній ролі, як фентезі. «Небо може зачекати» (1978) був успішним фентезійним рімейком 1941 року «Ось приходить містер Джордан».

### 1980-ті роки
Фентезі-фільми 1980-х спочатку характеризувались тим, що режисери знаходили новий погляд на усталені міфології. Рей Гарріхаузен оживив монстрів грецьких легенд у «Битві титанів», тоді Артуріанна повернулася на екран у «Ескалібурі» Джона Бурмана 1981 року. Такі фільми, як «Легенда» Рідлі Скотта 1985 року та трилогія фантастичних епосів Террі Гілліама 1981—1986 років («Бандити часу», «Бразилія», та «Пригоди барона Мюнхгаузена»), досліджують новий стиль, керований художником, із сюрреалістичними образами та сюжетами, що спонукають до роздумів. Сучасний бум мечів і чаклунства почався приблизно в той же час з «Конаном-варваром» 1982 року, за яким у 1983 році вийшли «Крулл» і «Вогонь і лід», а також бум казкових фантастичних фільмах, таких як «Леді-яструб» (1985), «Принцеса-наречена» (1987).), і «Віллоу» (1988).
1980-ті також започаткували тенденцію змішування сучасних декорацій та ефектів бойовиків з екзотичними концепціями, схожими на фентезі. «Великий переполох у малому Китаї» (1986), режисер Джон Карпентер з Куртом Расселом у головній ролі, поєднав гумор, бойові мистецтва та класичний китайський фольклор у сучасному китайському кварталі. У тому ж році на екрани вийшов фільм «Горець» про безсмертних шотландських фехтовальників.
У 80-х Джим Генсон створив два культових фентезі-фільми: урочистий «Темний кристал» і більш химерний і піднесений «Лабіринт». Тим часом Роберт Земекіс зрежисерував «Хто підставив кролика Роджера» з різними відомими персонажами мультфільмів «Золотої доби», зокрема Міккі Маусом, Мінні Маусом, Дональдом Даком, Багзом Бані, Даффі Даком, Друпі, Вайлом Е. Койотом, Сайв Ранером і Роуд Ранером, Котом Сільвестрером, Твіті Пай і Цвіркуном Джіміні, зокрема.

### 1990-ті роки
У 90-ті роки відбулося Відродження Діснея, коли Disney Animation випустила багато успішних адаптацій написаних фентезі-творів.
Аладдін (1992)
Армія темряви (1992)
Вітер у вербах (1996)
Геркулес (1997)
День бабака (1993)
Джуманджі (1995)
Дракула Брема Стокера (1992)
Едвард Руки-ножиці (1990)
Зелена миля (1999)
Знайомтесь — Джо Блек (1998)
Індіанець у шафі (1995)
Історія іграшок (1995)
Історія іграшок 2 (1999)
Казаам (1996)
Капітан Крюк (1991)
Красуня та Чудовисько (1991)
Матильда (1996)
Мулан(1998)
Нічний народ (1990)
Привид у машині (1995)
Принц Єгипту (1998)
Принцеса Мононоке (1997)
Серце дракона (1996)
Фантазія-2000 (1999)

### 2000-ні роки
У 2000-х роках цей жанр став бумом. Це доповнилося успіхом «Володаря перснів» і «Гаррі Поттера», що викликало рух у екранізації фантастичних літературних творів, включаючи «Хроніки Нарнії», «Сказання Земномор'я», «Ерагон», «Чорнильне серце» та «Золотий компас». Трилогія приквелів «Зоряних війн» і «Пірати Карибського моря» також мали успіх у прокаті.
17 знову (2009)
300 спартанців (2006)
Анджі (2004)
Атлантида: Загублена імперія (2001)
Брати Грімм (2005)
Велика риба (2003)
Винахід брехні (2009)
Віднесені привидами (2002)
Відьмак (2001)
Відьмина гора (2009)
Війна динозаврів (2007)
Володар перснів (2001–03)
Гаррі Поттер (2001–11)
Дівчина з води (2006)
Доріан Грей (2009)
Елвін і бурундуки (2007)
Ельф (2003)
Ерагон (2006)
Загадкова історія Бенджаміна Баттона (2008)
Затура: Космічна пригода (2005)
Зачарована (2007)
Золотий компас (2007)
Зоряний пил (2007)
Зоряні війни Епізоди I—III (1999—2005)
Із 13 в 30 (2004)
Інший світ (2003-16)
Імаджинаріум доктора Парнаса (2009)
Кінг Конг (2005)
Кораліна (2009)
Корпорація монстрів (2001-13)
Лабіринт Фавна (2006)
Лемоні Снікет: 33 нещастя (2004)
Луні Тюнз знову в справі (2003)
Людина-павук (трилогія Реймі) (2002-07)
Майстер маскування (2002)
Мандрівний замок (2004)
Милі кістки (2008)
Міст у Терабітію (2007)
Моя жахлива няня (2005)
Наука сну (2006)
Підземелля драконів (2000-12)
Пірати Карибського моря (2003-17)
Пітер Пен (2003)
Планета скарбів (2002)
Пригоди імператора (2000)
Сказання Земномор'я ((2006)
Спайк (2008)
Сутінки (2008–12)
Таємниця абатства Келс (2009)
Там, де живуть Чудовиська (2009)
Тигр підкрадається, дракон ховається (2000)
Товстий Альберт (2004)
Труп нареченої (2005)
Уяви собі (2009)
Хроніки Нарнії (2005-10)
Хроніки Спайдервіка (2008)
Чорнильне серце (2008)
Шрек (2001-10)
Шукач: Схід темряви (2007)
Як Ґрінч украв Різдво (2000)

### 2010-ті роки
Президент Лінкольн: Мисливець на вампірів (2012)
Аладдін (2019)
Аліса в Країні Чудес (2010)
Аліса в Задзеркаллі (2016)
Аквамен (2018)
Складки часу (2018)
Багубалі: Початок (2014)
Багубалі: Завершення (2017)
Красуня і Чудовисько (2017)
Чорна Пантера (2018)
Відважна (2012)
Крістофер Робін (2018)
Попелюшка (2015)
Битва титанів (2010) і його сіквел, Гнів Титанів
Конан-варвар (2011)
Багряний пік (2015)
Похмурі тіні (2012)
Доктор Стрендж (2016)
Фантастичні звірі: Злочини Ґріндельвальда (2018)
Фантастичні звірі і де їх шукати (2016)
Крижане серце (2013)
Крижане серце II (2019)
Ґодзілла ІІ: Король монстрів (2019)
Страшилки (2015)
Мандри Гулівера (2010)
Гаррі Поттер і Смертельні реліквії: Частина 1 (2010)
Гаррі Поттер і Смертельні реліквії: Частина 2 (2011)
Гоп (2011)
How to Train Your Dragon (2010–19)
Війна Богів: Безсмертні (2011)
У темному-темному лісі (2014)
Джек — вбивця велетнів (2010)
Джон Картер: між двох світів (2012)
Життя Пі (2012)
Чаклунка (2014)
Чаклунка: Повелителька темряви (2019)
Мері Поппінс повертається (2018)
Maximum Shame (2010)
Опівночі в Парижі (2011)
Білосніжка: Помста гномів (2012)
Дім дивних дітей міс Сапсан (2016)
Оз: Великий та Могутній (2013)
Пригоди Паддінгтона (2014)
Пен: Подорож до Небувалії (2015)
Персі Джексон: Море чудовиськ (2013)
Персі Джексон та Викрадач блискавок (2010)
Дракон Піта (2016)
Кролик Петрик (2018)
Принц Персії: Піски часу (2010)
Кіт у чоботях (2011)
Sardaar Ji (2015) (Punjabi)
Скотт Пілігрим проти світу (2010)
Білосніжка та мисливець (2012)
Пісня моря (2014)
Заборонений прийом (2011)
The Bastard Sword (2018)
Великий дружній велетень (2016)
Гобіт (2012–14)
Книга джунглів (2016)
Майбутній король (2019)
Останній володар стихій (2010)
Лоракс (2012)
Маппети (2011)
Лускунчик і чотири королівства (2018)
Тролі (2016)
Форма води (2017)
Учень чаклуна (2010)
Тор: Раґнарок (2017)
Тор: Царство темряви (2013)
Тор (2011)
Toy Story 3 (2010)
Toy Story 4 (2019)
Диво-жінка (2017)
Хоробрі перцем (2011)

### 2020-ті роки
Бладшот (2020)
Брахмастра (2022)
Дулітл (2020)
Dragonheart: Vengeance (2020)
Острів фантазій (2020)
Джіу-джитсу (2020)
Мисливець на монстрів (2020)
Мулан (2020)
Nahuel and the Magic Book (2020)
Naai Sekar (2022)
Уперед (2020)
Їжак Сонік (2020)
Людина-павук: Додому шляху нема (2021)
Стара гвардія (2020)
Відьми (2020)
Тролі 2: Світове турне (2020)
Диво-жінка 1984 (2020)
Вовча варта (2020)